# Prokaterol
Prokaterol (łac. procaterolum) – wielofunkcyjny organiczny związek chemiczny z grupy chinolin. Lek o działaniu sympatykomimetycznym, o średnim czasie działania przy podaniu wziewnym oraz długim czasie działania przy podaniu doustnym, działający selektywnie na receptory adrenergiczne β2.

## Mechanizm działania
Prokaterol jest selektywnym β-mimetykiem działającym na receptory β2, którego działanie przy podaniu wziewnym rozpoczyna się w ciągu 30 minut po inhalacji, utrzymuje się ponad 8 godzin, a maksymalny efekt następuje po 2 godzinach od podania, natomiast przy podaniu doustnym działanie utrzymuje się natomiast ponad 12 godzin przy podaniu doustnym.

## Zastosowanie
- skurcz oskrzeli[4][5]

W 2015 roku żaden produkt leczniczy zawierający prokaterol nie był dopuszczony do obrotu w Polsce.

## Działania niepożądane
Najczęstszym działaniem ubocznym prokaterolu jest drżenie kończyn.
Następujące działania niepożądane są bardzo rzadkie:
- tachykardia
- niepokój
- ból głowy
- somnolencja
- bezsenność
- kołatanie serca
- zaburzenia rytmu serca
- hipokaliemia
- zaburzenia mowy
- wysypka
- nieprawidłowa tolerancja glukozy
- obrzęk naczynioruchowy